# آماده هستم (ترانه)
«آماده هستم» (به انگلیسی: I'm Ready) ترانه‌ای از خواننده بریتانیایی، سم اسمیت و خواننده آمریکایی، دمی لواتو است که در ۱۶ آوریل ۲۰۲۰ از طریق کپیتال رکوردز منتشر شد. اسمیت و لواتو این ترانه را با همراهی ساوان کوتچا و پیتر سونسون نوشتند و توسط ایلیا سلمان‌زاده تهیه‌شد. ترانه به ۲۰ رتبه برتر در ایرلند، هلند، اسکاتلند و بریتانیا رسید و همچنین در ۳۰ رتبه برتر استرالیا، کانادا، کرواسی، لیتوانی، نیوزیلند و سنگاپور قرار گرفت.